# Министарство здравља и социјалне заштите Републике Српске
Министарство здравља и социјалне заштите Републике Српске је једно од министарстава Владе Републике Српске које се бави пословима у области здравства и социјалне заштите грађана Републике Српске. Садашњи министар здравља и социјалне заштите Републике Српске је др Ален Шеранић.

## Задатак Министарства
Главни задатак Министарства здравља и социјалне заштите Републике Српске је реформа здравственог система са циљем да обезбиједи ефикасан и транспарентан систем здравствене заштите, промоцију здравља и спречавање обољења грађана Републике Српске.

## Организација Министарства
- Кабинет министра
- Секретаријат министарства
- Сектор за здравствену заштиту
- Сектор за фармацију
- Сектор за ЕУ имплементацију пројекта и ЕУ интеграције
- Сектор за планирање и финансирање здравствене заштите
- Сектор за мониторинг и евалуацију здравственог сектора
- Сектор за социјалну, породичну и дјечју заштиту

## Досадашњи министри
- Ранко Шкрбић, до 29. децембра 2010.